# Чорлау
Чорлау (нем. Zschorlau) — община в Германии, в земле Саксония. Подчиняется административному округу Кемниц. Входит в состав района Рудные Горы (район Германии). Население составляет 5549 человек (на 31 декабря 2010 года). Занимает площадь 21,99 км².
Коммуна подразделяется на 3 сельских округа.